# Bia (série télévisée)
 (novembre 2019).
Si vous disposez d'ouvrages ou d'articles de référence ou si vous connaissez des sites web de qualité traitant du thème abordé ici, merci de compléter l'article en donnant les références utiles à sa vérifiabilité et en les liant à la section « Notes et références ».
Pour les articles homonymes, voir Bia.
Soy Luna Papas à la demande !
Bia est une telenovela argentine créée par Jorge Edelstein, Marina Efron et Carmen López-Areal (es) en 2019 et coproduite par Pegsa Group, Non Stop Producciones et Disney Channel (Amérique latine).
La première saison est disponible sur la plateforme de streaming Disney+ depuis le 23 octobre 2020, en France. La deuxième saison est disponible en exclusivité depuis le 5 mars 2021, sur Disney+ en France.

## Synopsis
Beatriz Urquiza est une fille débordante d'imagination qui aime le dessin. Quand elle était petite, elle aimait aussi la musique mais le décès de sa sœur Helena, chanteuse et musicienne, morte dans un accident de voiture, lui a fait renoncer à cette passion. Avec le soutien de ses amis, Beatriz "Bia" renoue néanmoins peu à peu avec le monde musical pour reprendre le flambeau.

## Fiche technique
- Titre original et français : Bia
- Création : Jorge Edelstein, Marina Efron, Carmen López-Areal (es)
- Réalisation : Jorge Bechara (es) et Dani De Felippo
- Scénario : Ignacio Campón, Marina Efron, Carmen López-Areal
- Production : Patricio Rabuffetti (coproduction)
- Sociétés de production : Pegsa Group, Non Stop Producciones, Disney Channel Amérique latine
- Société de distribution : Disney Channel Amérique latine
- Pays d'origine :  Argentine
- Langue originale : espagnol
- Format : couleur — HDTV — 16/9 — son Digital
- Genre : musical
- Nombre d'épisodes : 120 (2 saisons) + 2 spéciaux
- Durée : 33 minutes - 42 minutes (épisodes de la série) / 1 heure et 31 minutes (film) et 24 minutes (Making Of du film)
- Dates de première diffusion :
  -  Argentine : 24 juin 2019
  -  Espagne : 16 septembre 2019
  -  France /  Belgique : 6 janvier 2020

## Distribution

### Acteurs principaux
- Isabela Souza (VFB : Sophie Pyronnet) : Beatriz « Bia » Urquiza (saisons 1-2)
- Julio Peña (VFB : Quentin Minon) : Manuel Gutiérrez Quemola (saisons 1-2)
- Gabriella Di Grecco (VFB : Claire Tefnin) : Helena Urquiza / Ana Da Silvo / Vera (saisons 1-2)
- Fernando Dente (es) (VFB : Alexandre Crépet) : Victor Gutiérrez (saisons 1-2)
- Agustina Palma (VFB : Nancy Philippot) : Celeste Quinterro (saisons 1-2)
- Giulia Guerrini (VFB : Audrey Devos) : Chiara Callegri (saisons 1-2)
- Andrea de Alba (es) (VFB : Élisabeth Guinand) : Carmín Laguardia (saisons 1-2)
- Guido Messina (VFB : Damien Locqueneux) : Alex Gutiérrez (saisons 1-2)
- Daniela Trujillo (VFB : Alice Moons) : Isabel « Pixie » Ocaranta (saisons 1-2)
- Micaela Diaz (VFB : Sandrine Henry) : Daisy Durant (saisons 1-2)
- Julia Argüelles (VFB : Sarah Woestyn) : Mara Morales (saisons 1-2)
- Alan Madanes (VFB : Julien Besure) : Pietro Benedetto Jr. (saisons 1-2)
- Rhener Freitas (VFB : Antoni Lo Presti): Thiago Kunst (saisons 1-2)
- Esteban Velásquez (VFB : Maxime Van Santfoort) : Guillermo Ruiz (saisons 1-2)
- Rodrigo Rumi (VFB : Fabian Finkels) : Marcos Golden (saisons 1-2)
- Luis Giraldo (VFB : Arthur Dubois) : Jhon Caballero (saison 1)
- André Lamoglia : Luan Crei (saison 2)
- Valentina González : Aillén (saisons 1-2)
- Jandino (VFB : Thibaut Delmotte) : lui-même (saisons 1-2)
- Sergio Surraco (VFB : Simon Duprez) : Antonio Gutiérrez (saisons 1-2)
- Estela Ribeiro (es) (VFB : Maia Baran) : Alice Urquiza (saisons 1-2)
- Alejandro Botto (es) (VFB : Frederik Haùgness) : Mariano Urquiza (saisons 1-2)
- Mariela Pizzo (VFB : Marie-Line Landerwyn) : Paula Gutiérrez (saisons 1-2)

### Acteurs récurrents
- Santiago Sapag : Milo (saisons 1-2)
- Sebastien Sinnott : Charly (saisons 1-2)
- Simon Tobias : Hugo Landa, dit « Indy House » (saisons 1-2)
- Nicole Luis : Soledad, l'infiltrée chez les Kunst (saisons 1-2)
- Nicolás Domini : Lucas Gutiérrez (saisons 1-2)
- Armella Marinoy : Bia (jeune) (saisons 1-2)
- Paula Hamwakins : Helena (jeune) (saisons 1-2)
- Mirela Payret (es) : Lucia Quemola Gutiérrez (saison 1-2)
- Ximena Palomino : Olivia (saison 1)
- Ana Carolina Valsagna : Florencia, la psy de Celeste (saison 1)
- Hylka Maria : Alana, la belle-mère de Thiago (saison 2)
- Felipe González Otaño : Zeta Benedetto, le cousin de Pietro (saison 2)
- Leo Trento : Carlos Benedetto, l'oncle de Pietro (saison 2)
- Leo Trento : Pietro Benedetto, sr., le père de Pietro (saison 2)
- Macarena Suárez : Trish (saison 2)

### Invités
- Katja Martínez (VFB : Ludivine Deworst) : Jazmín Carbajal[n 1]
- Sebastián Villalobos (es) : lui-même
- Kevsho (es) : lui-même
- Lourdes Mancilla : Camila
- Mariano Muente : Claudio Gutiérrez
- Jimena González : Antonia Svetonia, juge du FestiRitmo
- Sebastián Holz : Silvio, juge du FestiRitmo
- Daniela Améndola : Chloé Ovaldèz, une des participante du FestiRitmo
- Neyra Mariel : Uma, la pirate
- Ana Waisbein : Julia, amie d'Aillén
- Clara Epilonda : Valeria, amie d'Aillén
- Mariana Redi : Luciana
- Ezequiel Fernández : Ezequiel
- Malena Ratner : Delfina[n 1]
- Alfonso Burgos : Julián
- Maximiliano Sarramone : Juan, propriétaire du Jukebox Cafe
- Valentina Cottet : Martina
- Pablo Perevelli : Joaquín
- Facundo Gambandé : Marcelo
- Robbie Newborn : Rubèn
- Facundo Ramón Rodríguez Casal dit « Facu » : lui-même
- Connie Isla : elle-même
- Daniela Calle dite « Calle » : elle-même
- María José Garzón dite « Poché » : elle-même
- Mario Ruiz : lui-même
- Maxi Espindola : lui-même
- Gian Pablo : lui-même
- Agustín Bernasconi : lui-même
- Clara Marz : elle-même
- Paula Atxeberria : elle-même
- Aitanna Atxeberria : elle-même
- PauTiPS : elle-même

Source VF : Carton de doublage de la série, vu sur Disney Channel . Les doublages francophones ont été réalisés en Belgique.

## Production
La série a été annoncée le 17 août 2018 en Amérique latine après la diffusion du dernier épisode de Soy Luna via une bande annonce. Le 21 août 2018, une conférence de presse annonce que la série serait réalisée par Jorge Bechara et Daniel De Filippo et produite par Pegsa et Non Stop, en collaboration avec Disney Channel Amérique Latine ; le casting principal a également été annoncé.
Le tournage des deux premières saisons, tournées consécutivement, commence en septembre 2018 et se termine le 30 octobre 2019.
Pour présenter la série, une tournée promotionnelle est organisée pour l'Amérique latine, dans laquelle le premier épisode de la série est présenté et dans laquelle le casting interprète quelques chansons tirées du premier album de la série. La tournée débute en Argentine le 14 juin 2019, puis continue au Brésil le 16 juin 2019, au Mexique le 19 juin 2019 et en Colombie le 21 juin 2019.
La première saison composée de 60 épisodes est diffusée du 24 juin 2019 au 8 novembre 2019 sur Disney Channel Amérique Latine.
Le 10 octobre 2019, il est officiellement annoncé que la série est renouvelée pour une deuxième saison 
dont le tournage avait débuté bien avant. Elle est diffusée depuis le 16 mars 2020.
L'Espagne a pris le relais de la diffusion originale pour les 20 derniers épisodes de la deuxième saison entre le 22 juin 2020, et le 23 juillet 2020 sur Disney Channel Espagne. L'Amérique Latine, elle, a terminé la saison le 24 juillet 2020 sur Disney Channel Amérique Latine après 60 épisodes pour cette saison.
Le 14 mars 2020, l'acteur Rodrigo Rumi annonce la confirmation du renouvellement de la série pour une troisième saison lors d'un direct.
Le 25 avril 2020, l'acteur Javier Ramírez Espinoza annonce qu'il jouera son propre rôle dans la saison 3 de Bia. Cependant, de nombreuses rumeurs circulent sur les réseaux sociaux disant que cette saison ne pourrait pas avoir lieu.
Un peu plus tard, les acteurs de la série font eux aussi part de leurs doutes concernant celle-ci et ne savent pas non plus si Bia aura le droit à une troisième saison. Les raisons qui poussent à douter sont que la pandémie de Covid-19 a fait que la série n'a pas pu tourner cette saison pour le moment, et une autre cause est que l'un des membres du casting de la série, Kevsho, a posté sur son compte, une vidéo où il explique que les décors de tournage du Fundom et de la maison des Gutiérrez ne sont plus où ils étaient habituellement placés sur le lieu de tournage.
Les fans créent alors des hashtags sur les réseaux sociaux ainsi que des pétitions (dont une ayant récolté plus de 30 000 signatures) afin d'attirer l'attention de Disney pour que la troisième saison soit réalisée.
En août 2020, le producteur exécutif Guilherme Lessa a confirmé que la troisième saison n'était pas annulée mais juste en pause jusqu'à ce que les conditions sanitaires permettent de commencer le tournage de celle-ci.
L'actrice Valentina González a confirmé le 20 août 2020 via un direct sur Instagram qu'un épisode spécial de la série sortirait exclusivement sur la plateforme de streaming Disney+ qui s'appellera Bia : Un Mundo Al Revés. Le 25 janvier 2021, une bande-annonce est diffusée sur Disney Channel Amérique Latine, annonçant ainsi la date sortie de l'épisode spécial pour le 19 février 2021 sur Disney+, en Amérique Latine et au Brésil uniquement. Le making of de l'épisode spécial sort ensuite le 5 mars 2021 sur Disney+ en Amérique Latine ainsi qu'au Brésil.

## Audience
Au Mexique, Bia a été en tête avec des données prenant en compte les filles de 4 à 17 ans, tandis qu'au Brésil et en Argentine la série a été un succès dans le leadership de la télévision payante avec des données prenant en compte les adolescents de 12 à 17 ans. Le site web latino-américain a également souligné qu'en Colombie, la série est en tête avec des données prenant en compte les filles âgées de 4 à 12 ans[réf. nécessaire].

## Liste des épisodes
| Saisons               | Saisons               | Épisodes              | Épisodes              | Épisodes    | Amérique latine  | Amérique latine   | Espagne           | Espagne          | France          | France         | Belgique         | Belgique        |
| Saisons               | Saisons               | Épisodes              | Épisodes              | Épisodes    | Début            | Fin               | Début             | Fin              | Début           | Fin            | Début            | Fin             |
| --------------------- | --------------------- | --------------------- | --------------------- | ----------- | ---------------- | ----------------- | ----------------- | ---------------- | --------------- | -------------- | ---------------- | --------------- |
|                       | 1                     | 60                    | 60                    | 20          | 24 juin 2019     | 19 juillet 2019   | 16 septembre 2019 | 17 octobre 2019  | 6 janvier 2020  | 6 février 2020 | 6 janvier 2020   | 31 janvier 2020 |
|                       | 1                     | 60                    | 60                    | 20          | 19 août 2019     | 13 septembre 2019 | 21 octobre 2019   | 21 novembre 2019 | 10 février 2020 | 12 mars 2020   | 3 février 2020   | 28 février 2020 |
|                       | 1                     | 60                    | 60                    | 20          | 14 octobre 2019  | 8 novembre 2019   | 25 novembre 2019  | 2 janvier 2020   | 16 mars 2020    | 16 avril 2020  | 2 mars 2020      | 27 mars 2020    |
|                       | 2                     | 60                    | 40                    | 20          | 16 mars 2020     | 8 mai 2020        | 13 avril 2020     | 18 juin 2020     | 5 mars 2021,    | 5 mars 2021,   | 21 décembre 2020 | 15 janvier 2021 |
| 20                    | 2                     | 60                    | 40                    | NC          | 16 mars 2020     | 8 mai 2020        | 13 avril 2020     | 18 juin 2020     | 5 mars 2021,    | 5 mars 2021,   | NC               |                 |
|                       | 2                     | 60                    | 20                    | 20          | 29 juin 2020     | 24 juillet 2020   | 22 juin 2020,     | 23 juillet 2020  | 5 mars 2021,    | 5 mars 2021,   | NC               | NC              |
|                       | Spécial Bia           | Spécial Bia           | Spécial Bia           | Spécial Bia | 19 février 2021, | 19 février 2021,  | NC                | NC               | NC              | NC             | NC               | NC              |
| Making Of Spécial Bia | Making Of Spécial Bia | Making Of Spécial Bia | Making Of Spécial Bia | 5 mars 2021 | 5 mars 2021      | NC                | NC                | NC               | NC              | NC             | NC               |                 |

## Tournées

### Bia Tour
Le Bia Tour est une petite tournée qui a parcouru l’Argentine, le Brésil et le Mexique pour présenter la série en juin 2019[réf. nécessaire].

### Bia Live Tour
Le Bia Live Tour qui devait avoir lieu de mars à juin 2020 dans plusieurs pays d'Amérique latine a été annulé en raison de la pandémie de Covid-19.
La tournée devait réunir Isabela Souza (Bia), Julio Peña (Manuel), Andrea de Alba (Carmín), Guido Messina (Alex), Gabriella di Grecco (Ana/Helena), Agustina Palma (Celeste), Giulia Guerrini (Chiara), Alan Mandanes (Pietro), Julia Argüelles (Mara), Rodrigo Rumi (Marcos) et Jandino.
| Dates         | Villes          | Pays      | Lieux                               | Nombre de représentations |
| ------------- | --------------- | --------- | ----------------------------------- | ------------------------- |
| 21 mars 2020  | Buenos Aires    | Argentine | Movistar Arena Buenos Aires         | 1                         |
| 22 mars 2020  | Buenos Aires    | Argentine | Movistar Arena Buenos Aires         | 1                         |
| 24 mars 2020  | Buenos Aires    | Argentine | Movistar Arena Buenos Aires         | 1                         |
| 14 avril 2020 | Lima            | Pérou     | Plaza Arena                         | 1                         |
| 17 avril 2020 | Medellín        | Colombie  | Plaza de Toros La Macarena          | 1                         |
| 31 mai 2020   | Bogota          | Colombie  | Movistar Arena Bogotá               | 1                         |
| 21 avril 2020 | Panama          | Panama    | Centro de Convenciones Amador       | 1                         |
| 24 avril 2020 | Mexico          | Mexique   | Auditório Nacional                  | 1                         |
| 25 avril 2020 | Mexico          | Mexique   | Auditório Nacional                  | 1                         |
| 3 mai 2020    | Acapulco        | Mexique   | Forum Mundo Imperial                | 1                         |
| 6 mai 2020    | Puebla          | Mexique   | Foro GNP Seguros                    | 1                         |
| 8 mai 2020    | Monterrei       | Mexique   | Auditório Citibanamex               | 1                         |
| 9 mai 2020    | Monterrei       | Mexique   | Auditório Citibanamex               | 1                         |
| 13 mai 2020   | León            | Mexique   | PoliForum León                      | 1                         |
| 14 mai 2020   | Querétaro       | Mexique   | Auditorio Josefa Ortiz De Domínguez | 1                         |
| 15 mai 2020   | San Luis Potosí | Mexique   | El Domo                             | 1                         |
| 16 mai 2020   | Guadalajara     | Mexique   | Auditório Telmax                    | 1                         |
| 17 mai 2020   | Guadalajara     | Mexique   | Auditório Telmax                    | 1                         |
| 6 juin 2020   | São Paulo       | Brésil    | UnimedHall                          | 2                         |
| 20 juin 2020  | Santiago        | Chili     | Movistar Arena                      | 1                         |

## Diffusion internationale

### Première saison (2019)
| Pays | Chaîne                              | Première diffusion | Dernière diffusion | Titre |
| --- | ----------------------------------- | ------------------ | ------------------ | ----- |
| Argentine Bolivie Chili Colombie Cuba Costa Rica Équateur Salvador Guatemala Haïti Honduras Nicaragua Mexique Panama Paraguay Pérou République dominicaine Uruguay Venezuela | Disney Channel (Amérique Latine)    | 24 juin 2019       | 8 novembre 2019    | Bia   |
| Brésil | Disney Channel (Brésil)             | 24 juin 2019       | 8 novembre 2019    | Bia   |
| Espagne | Disney Channel (Espagne)            | 16 septembre 2019  | 2 janvier 2020     | Bia   |
| Andorre | Disney Channel (Espagne)            | 16 septembre 2019  | 2 janvier 2020     | Bia   |
| Italie | Disney Channel (Italie)             | 23 septembre 2019  | 14 février 2020    | Bia   |
| Italie | Rai Gulp                            | 1er juin 2020      | 30 juillet 2020    | Bia   |
| Suisse | Disney Channel (Italie)             | 23 septembre 2019  | 14 février 2020    | Bia   |
| Saint-Marin | Disney Channel (Italie)             | 23 septembre 2019  | 14 février 2020    | Bia   |
| Portugal | Disney Channel (Portugal)           | 7 octobre 2019     | 9 juin 2020        | Bia   |
| Angola | Disney Channel (Portugal)           | 7 octobre 2019     | 9 juin 2020        | Bia   |
| Mozambique | Disney Channel (Portugal)           | 7 octobre 2019     | 9 juin 2020        | Bia   |
| Israël | Disney Channel (Israël)             | 3 novembre 2019    | 23 janvier 2020    | ביה   |
| Roumanie | Disney Channel (Roumanie)           | 4 novembre 2019    | 1er mai 2020       | Bia   |
| Hongrie | Disney Channel (Hongrie)            | 4 novembre 2019    | 1er mai 2020       | Bia   |
| Tchéquie | Disney Channel (République tchèque) | 4 novembre 2019    | 1er mai 2020       | Bia   |
| Slovaquie | Disney Channel (République tchèque) | 4 novembre 2019    | 1er mai 2020       | Bia   |
| Bulgarie | Disney Channel (Bulgarie)           | 4 novembre 2019    | 1er mai 2020       | Биа   |
| Pologne | Disney Channel (Pologne)            | 11 novembre 2019   | 1er mai 2020       | Bia   |
| France | Disney Channel (France)             | 6 janvier 2020     | 16 avril 2020      | Bia   |
| Belgique | Disney Channel (Belgique)           | 6 janvier 2020     | 27 mars 2020       | Bia   |
| Pays-Bas | Disney Channel (Pays-Bas)           | 6 janvier 2020     | 27 mars 2020       | Bia   |
| États-Unis | Disney+                             | 20 novembre 2020,  | 20 novembre 2020,  | Bia   |

### Deuxième saison (2020)
| Pays | Chaîne                              | Première diffusion | Dernière diffusion | Titre |
| --- | ----------------------------------- | ------------------ | ------------------ | ----- |
| Argentine Bolivie Chili Colombie Cuba Costa Rica Équateur Salvador Guatemala Haïti Honduras Nicaragua Mexique Panama Paraguay Pérou République dominicaine Uruguay Venezuela | Disney Channel (Amérique Latine)    | 16 mars 2020       | 24 juillet 2020    | Bia   |
| Brésil | Disney Channel (Brésil)             | 16 mars 2020       | 6 novembre 2020    | Bia   |
| Espagne | Disney Channel (Espagne)            | 13 avril 2020      | 23 juillet 2020,   | Bia   |
| Andorre | Disney Channel (Espagne)            | 13 avril 2020      | 23 juillet 2020,   | Bia   |
| Israël | Disney Channel (Israël)             | 5 juillet 2020     | 24 septembre 2020  | ביה   |
| Portugal | Disney Channel (Portugal)           | 5 octobre 2020     | 2021               | Bia   |
| Angola | Disney Channel (Portugal)           | 5 octobre 2020     | 2021               | Bia   |
| Mozambique | Disney Channel (Portugal)           | 5 octobre 2020     | 2021               | Bia   |
| Pays-Bas | Disney Channel (Pays-Bas)           | 2 novembre 2020    | 22 janvier 2021    | Bia   |
| Bulgarie | Disney Channel (Bulgarie)           | 2 novembre 2020    | 25 janvier 2021    | Биа   |
| Roumanie | Disney Channel (Roumanie)           | 2 novembre 2020    | 25 janvier 2021    | Bia   |
| Pologne | Disney Channel (Pologne)            | 9 novembre 2020    | 29 janvier 2021    | Bia   |
| Tchéquie | Disney Channel (République tchèque) | 9 novembre 2020    | 2 février 2021     | Bia   |
| Slovaquie | Disney Channel (République tchèque) | 9 novembre 2020    | 2 février 2021     | Bia   |
| Hongrie | Disney Channel (Hongrie)            | 9 novembre 2020    | 2 février 2021     | Bia   |
| Belgique | Disney Channel Belgique             | 21 décembre 2020   | 2021               | Bia   |
| France | Disney+                             | 5 mars 2021,       | 5 mars 2021,       | Bia   |
| Italie | Disney+                             | 21 juillet 2021    | 21 juillet 2021    | Bia   |

### Épisode spécial (2021)
| Pays | Plateforme de Streaming | Diffusion        | Titre                    |
| --- | ----------------------- | ---------------- | ------------------------ |
| Argentine Bolivie Chili Colombie Cuba Costa Rica Équateur Salvador Guatemala Haïti Honduras Nicaragua Mexique Panama Paraguay Pérou République dominicaine Uruguay Venezuela | Disney+                 | 19 février 2021, | Bia : Un Mundo Al Revés  |
| Brésil | Disney+                 | 19 février 2021, | Bia : Um Mundo do Avesso |

## Distinctions

### Récompenses
- Billboard Argentina 2020 : 
  - Meilleure série musicale ibéro-américaine
- Meus Prêmios Nick 2020 :
  - Programme préféré

### Nominations
- Meus Prêmios Nick 2019 : 
  - Actrice préférée pour Isabela Souza
  - Programme préféré
- Premios Gardel 2020 :
  - Meilleur album, bande de son de cinéma/télévision
  - Meilleur album pour enfant

## Média
Les personnages de la série ainsi que les réseaux qui la diffusent ont créé leurs propres profils sur la plateforme Instagram, où ils publient des contenus tels que des photos, des vidéos et des histoires qui accompagnent les événements de la série lors de sa diffusion originale.